# Suryapatawa
Suryapatawa (nep. सूर्यपटवा) – gaun wikas samiti w zachodniej części Nepalu w strefie Bheri w dystrykcie Bardiya. Według nepalskiego spisu powszechnego z 2001 roku liczył on 1234 gospodarstw domowych i 9191 mieszkańców (4542 kobiet i 4649 mężczyzn).